# Palaeomolis puengeleri
Palaeomolis puengeleri là một loài bướm đêm thuộc phân họ Arctiinae, họ Erebidae.